# Happy Wars
Happy Wars — первая free-to-play многопользоватеская онлайн Xbox Live Arcade игра для Xbox 360, была разработана компанией Toylogic. Издана 12 октября 2012 года в Xbox 360 Marketplace. Версия игры для Xbox One вышла в 2015. Версия для Xbox 360 и Windows 10 будет поддерживаться до 17 декабря 2018 года. Сиквел игры, Happy Dungeons, был издан в Декабре 2016 для Xbox One, а затем в Сентябре 2017 на PlayStation 4.

## Игровой процесс
Happy Wars это многопользовательская онлайн-игра, жанра ролевая стратегия, хотя она так же имеет одиночный режим (в котором роль всех игроков кроме вас выполняет компьютер), и кампания с сюжетом. В многопользовательском режиме набираются две команды, состоящие из 15 игроков, пытающихся уничтожить Замок другой команды в то же время защищая свои собственные. С 3 сентября 2014 года многопользовательский режим доступен только для тех у кого есть Xbox Live Gold, так можно было играть в оффлайн режимы, Smirkish Mode и Story Quests.
Игроки выбирают себе один из трёх классов: воин, маг и клирик. Так же есть подклассы. На данный момент есть только подкласс Воина — Берсек, подкласс Мага — Зефир и подкласс Клирика — Инженер. У каждого класса есть базовые и уникальные способности, которые становятся доступны при получении уровней. Каждый класс имеет уникальную «Групповую способность», для активации которого должны принять участие сразу несколько человек. Чем больше игроков приняли участие при использовании способности тем больше станет её сила.
В игре есть предметы которые можно получить либо за внутреигровую валюту, либо используя микротранкзации. Обычно, предметы покупаемые за реальные деньги, сильнее предметов покупаемых за внутриигровую валюту. Разработчики утверждают что будут вводить новые предметы и карты "каждые 1-2 месяца.

## Оценки
Happy Wars получил смешанные оценки от игровых критиков. Она получила 63,75 % на GameRankings и 61/100 на Metacritic. IGN ссылается на малое количество игроков в онлайн-режиме. «Happy Wars перестарался с доступностью подклассов, отсутствием хорошего оружия и отсутствием более простых и быстрых режимов для одиночной игры». Official Xbox Magazine сравнил игру с Awesomenauts, и заметил, что те кто платят, получают большие преимущества перед обычными игроками.
Джейсон Вейтер из GameSpot говорит, что «сложно рекомендовать эту игру, так как есть ошибки в соединении с сервером». Позже, в ноябре, было выпущено обновление в котором была исправлена эта ошибка с соединением и другие мелкие игровые ошибки.